# Službomat
Službomat je webový katalogový portál sdružující poskytovatele různých služeb na území České republiky. Poskytovatelům služeb nabízí vlastní firemní profil s možností vložení textu, popisu, fotek a videa a marketingovou podporu. Kromě webu funguje také ve verzi pro chytré telefony a tablety a přes telefonní linku.

## Historie portálu
Portál vznikl v květnu roku 2013. Od počátku nabízel registraci do katalogu zdarma. Ředitelem portálu Službomat je Vojtěch Lambert.
Koncem roku 2013 začal Službomat nabízet rezervaci služeb skrze rezervační portál Reservio. V roce 2014 sdružoval Službomat více než 20.000 provozovatelů služeb v ČR.